# Richardson Fernandes dos Santos
Richardson Fernandes dos Santos (nacido el 17 de agosto de 1991) es un futbolista brasileño que juega como centrocampista.

## Trayectoria

### Clubes
| Club           | País   | Año         |
| -------------- | ------ | ----------- |
| Flamengo-SP    | Brasil | 2010        |
| América-RN     | Brasil | 2010 - 2011 |
| Baraúnas       | Brasil | 2012        |
| Confiança      | Brasil | 2013        |
| Treze          | Brasil | 2013        |
| Operário-PR    | Brasil | 2014        |
| Confiança      | Brasil | 2014 - 2015 |
| Ceará          | Brasil | 2016 - 2018 |
| Kashiwa Reysol | Japón  | 2019 - 2021 |
| Ceará          | Brasil | 2022 -      |